# Ataluren
Ataluren ist ein Arzneistoff zur Behandlung von Krankheiten genetischen Ursprungs, die auf nonsense-Mutationen beruhen. Die Wirkung soll hierbei darin bestehen, dass das entstandene Stopcodon bei der Translation überlesen und somit das codierte Protein vollständig exprimiert wird (sogenannte Read-through-Therapie).
Ataluren war in der EU von 2014 bis 2025 unter dem Namen Translarna zur Behandlung der Muskeldystrophie Duchenne zugelassen. Die Substanz ist oral wirksam. Ataluren wurde auch als Arzneistoff gegen Mukoviszidose (Cystische Fibrose) ins Auge gefasst.

## Wirkungsmechanismus
Im Tierversuch regte Ataluren in den Muskelzellen von Mäusen die Bildung des Proteins Dystrophin an, dessen Fehlen für die Muskelschwäche, wie sie bei der Muskeldystrophie Duchenne auftritt, verantwortlich gemacht wird.
Für den potentiellen Einsatz bei Cystischer Fibrose (Mukoviszidose) wird als möglicher Wirkungsmechanismus angeführt, dass durch Ataluren die bei bestimmten Varianten dieser Krankheit fehlende Expression des CFTR-Proteins wiederhergestellt werden kann und damit der krankhaft eingeschränkte Wasser- und Chloridionentransport aus Epithelzellen wieder normalisiert wird. Damit einher geht die Verflüssigung der bei cystischer Fibrose krankhaft zähflüssigen Körpersekrete. Einen vergleichbaren Wirkungsmechanismus in dieser Indikation weist auch das Antibiotikum Gentamicin auf, gegenüber diesem soll Ataluren aber weniger unerwünschte Wirkungen haben und kann auch oral (anstatt wie Gentamicin inhalativ) verabreicht werden.
Die Plasmahalbwertszeit von Ataluren beträgt 3 bis 6 Stunden.

## Entwicklung und Zulassung
Ataluren wurde 2005 für die Behandlung der Muskeldystrophie Duchenne und der Cystischen Fibrose seitens der Europäischen Kommission als Orphan Drug im Gemeinschaftsregister der EU eingetragen.
2014 wurde Ataluren als Translarna (Hersteller: PTC Therapeutics) in der EU zugelassen in der Indikation Muskeldystrophie Duchenne bei gehfähigen Patienten ab einem Alter von 5 Jahren. Im Mai 2018 folgte eine Zulassungserweiterung für Kinder ab 2 Jahren.  
Im Oktober 2023 empfahl der Ausschuss für Humanarzneimittel (CHMP) der EMA nach einer umfassenden Neubewertung des Nutzens und der Risiken des Arzneimittels, die bedingte Zulassung für Ataluren kein weiteres Mal zu verlängern. Im Zuge des Antrags auf Zulassungsverlängerung wurden auch Ergebnisse einer neuen Studie berücksichtigt, die die Wirksamkeit nicht zu bestätigen vermochte; nach erneuter Prüfung blieb der Ausschuss bei seinem negativen Votum. Die Zulassung erlosch im März 2025. In den USA versuchte PTC Therapeutics mehrfach vergeblich, die behördliche Zulassung für Translarna zu erhalten, zuletzt 2017.
Weitere potentielle Anwendungsgebiete stellen die seltenen Krankheiten Muskeldystrophie Becker und Aniridie dar, für die Ataluren ebenfalls jeweils der Orphan-Status zugebilligt wurde.
Die Entwicklung zur Behandlung von cystischer Fibrose (Mukoviszidose), die durch Nonsense-Mutationen verursacht wird, stellte PTC Therapeutics 2017 ein.